# Memories of Tomorrow
Pour plus de détails, voir Fiche technique et Distribution.
Memories of Tomorrow (明日の記憶, Ashita no kioku) est un film japonais réalisé par Yukihiko Tsutsumi, sorti en 2006.

## Synopsis
Un homme d'affaires à succès voit sa vie bouleversée par le diagnostic de la maladie d'Alzheimer.

## Fiche technique
- Titre : Memories of Tomorrow
- Titre original : 明日の記憶 (Ashita no kioku)
- Réalisation : Yukihiko Tsutsumi
- Scénario : Hakaru Sunamoto (ja), Uiko Miura (ja) d'après le roman de Hiroshi Ogiwara (ja)
- Musique : Michiru Ōshima
- Photographie : Satoru Karasawa
- Montage : Nobuyuki Ito
- Production :
- Société de production : Activist Artists Management et ROAR
- Société de distribution : Bernie Cahill (en) et Ken Watanabe (producteurs délégués)
- Pays :  Japon
- Genre : Drame
- Durée : 122 minutes
- Dates de sortie : 
  -  Japon : 13 mai 2006

## Distribution
- Ken Watanabe : Masayuki Saeki
- Kanako Higuchi : Emiko Saeki
- Kenji Sakaguchi (ja) : Naoya Ito
- Kazue Fukiishi (ja) : Rie Saeki
- Asami Mizukawa : Keiko Ikuno
- Noritake Kinashi (ja) : Shigeyuki Kizaki
- Mitsuhiro Oikawa (ja) : Takehiro Yoshida
- Eri Watanabe (ja) : Kimiko Hamano
- Teruyuki Kagawa : Atsushi Kawamura
- Hideji Ōtaki : Usaburou Sugawara
- Ken'ichi Endō
- Seiichi Tanabe

## Distinctions
Le film a été nommé pour cinq Japan Academy Prizes et a reçu celui du meilleur acteur pour Ken Watanabe.